# 新塞爾希伊夫卡 (扎波羅熱區)
47°44′11″N 35°0′17″E / 47.73639°N 35.00472°E
新塞爾希伊夫卡（烏克蘭語：Новосергіївка）是位於烏克蘭東南部的村莊，由扎波羅熱州扎波羅熱区的比倫凱市鎮負責管轄。該村始建於1951年，面積7.51平方公里，海拔高度115米，2001年人口173，人口密度每平方公里23人。